# Phaonia submystica
Phaonia submystica este o specie de muște din genul Phaonia, familia Muscidae, descrisă de Xue și Cao în anul 1989. Conform Catalogue of Life specia Phaonia submystica nu are subspecii cunoscute.